# Dérivée arithmétique

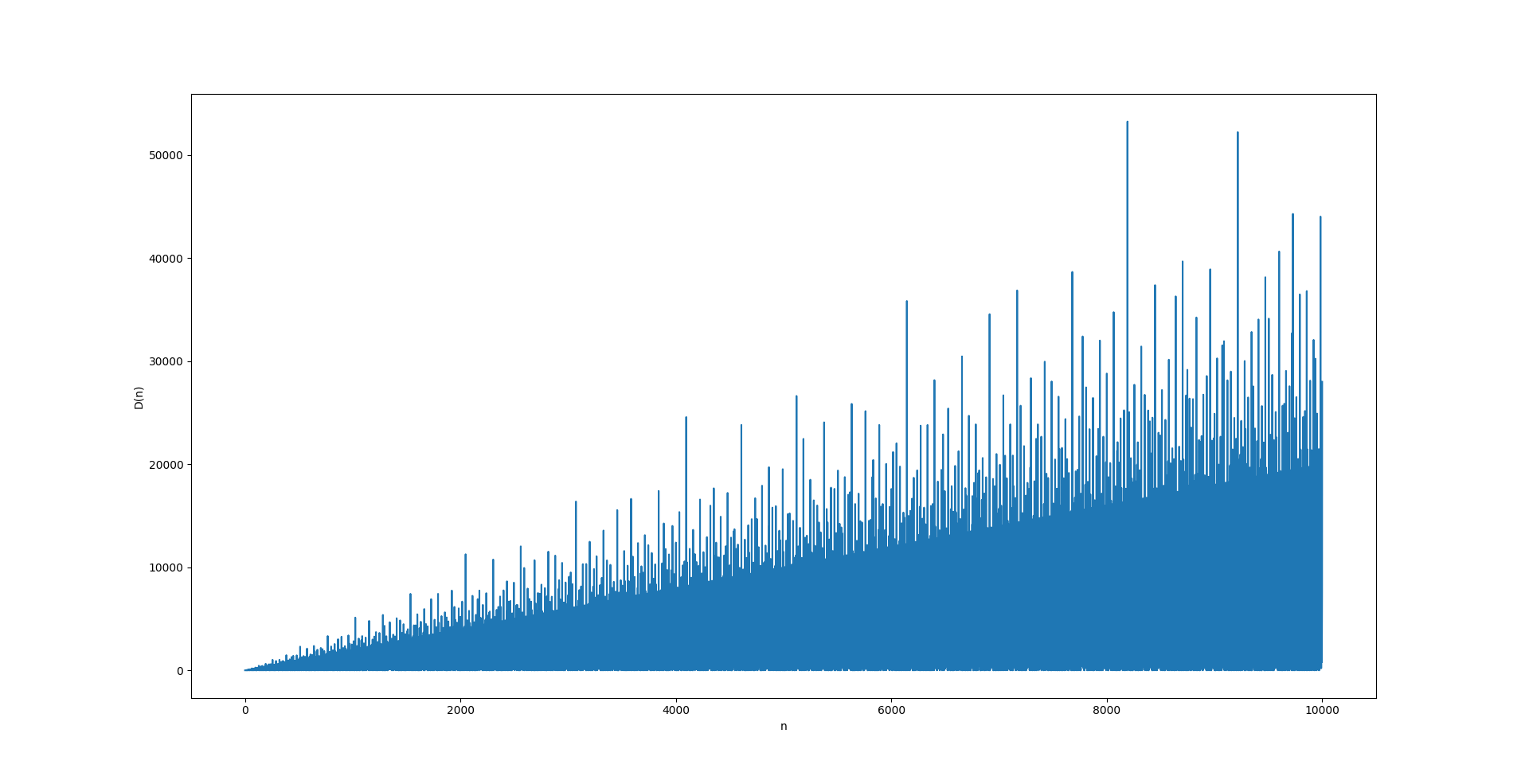
Graphique représentant les valeurs de la dérivée arithmétique D(n) pour les 10 000 premières valeurs de n.

En mathématiques, et plus précisément en  théorie des nombres, la dérivée arithmétique est une fonction définie sur les   entiers naturels, basée sur la décomposition en  facteurs premiers, par analogie avec la règle du produit pour le calcul des dérivées utilisé en  analyse.

## Définition
Il existe sur l'ensemble des entiers naturels {\displaystyle \mathbb {N} } une application unique notée {\displaystyle n\mapsto n'} et appelée dérivée arithmétique, telle que
- {\displaystyle p'=1} pour tous les nombres premiers {\displaystyle p}.
- {\displaystyle (ab)'=a'b\,+\,ab'} pour tous {\displaystyle a{\textrm {,}}\,b\in \mathbb {N} } (règle de Leibniz).

On déduit facilement de la règle du produit que  {\displaystyle 0'=1'=0}  ; plus généralement, si on pose
{\displaystyle x=p_{1}^{e_{1}}\cdots p_{k}^{e_{k}}{\textrm {,}}}
(où {\displaystyle p_{1},\,\dots ,\,p_{k}} sont des nombres premiers distincts et {\displaystyle e_{1},\,\dots ,\,e_{k}} des entiers), on obtient
{\displaystyle x'=\sum _{i=1}^{k}e_{i}p_{1}^{e_{1}}\cdots p_{i}^{e_{i}-1}\cdots p_{k}^{e_{k}}=x\sum _{i=1}^{k}{\frac {e_{i}}{p_{i}}}.}
La dérivée arithmétique vérifie également la formule usuelle pour les puissances (entières) :
{\displaystyle (x^{n})'=nx'x^{n-1}}, et en particulier pour p premier {\displaystyle (p^{n})'=np^{n-1}{\textrm {.}}}
La suite des dérivées arithmétiques des entiers k = 0, 1, 2, ... commence par  :
0, 0, 1, 1, 4, 1, 5, 1, 12, 6, 7, 1, 16, 1, 9, ... (c'est la  suite A003415 de l'OEIS).
E.J. Barbeau fut le premier à formaliser cette définition, qu'il étendit à tous les entiers en montrant qu'elle entraîne  {\displaystyle (-x)'=-x'} ; il montra également que la formule précédente s'étend aux rationnels en admettant des exposants négatifs.  Victor Ufnarovski et Bo Åhlander l'étendirent encore à certains irrationnels, en acceptant des exposants rationnels arbitraires. 
Alexandru  Buium et Michael Stay ont généralisé la  dérivation arithmétique à d'autres objets classiques du calcul différentiel ;  ils définissent par exemple la notion de dérivée arithmétique partielle (par rapport à un nombre premier p) en posant "dx/dp" = {\displaystyle (x-x^{p})/p} (qui est un entier d'après le  petit théorème de Fermat).

## Relations avec la théorie des nombres
Victor Ufnarovski et Bo Åhlander ont montré que cette fonction permet d'exprimer simplement diverses conjectures liées à de célèbres questions ouvertes en théorie des nombres, telle que la  conjecture des nombres premiers jumeaux, ou la conjecture de Goldbach.  Par exemple, la conjecture de Goldbach entraîne l'existence, pour chaque k > 1, d'un n tel que n' = 2k. L'existence d'une infinité de nombres premiers jumeaux entraîne qu'il existe une infinité de k pour lesquels k'' = 1.